# Дюмон, Стефан
Стефа́н Дюмо́н (фр. Stéphane Dumont; род. 6 сентября 1982[…], Секлен) — французский футболист, полузащитник. Главный тренер клуба «Труа».

## Карьера
Воспитанник клуба «Лилль», в котором отыграл 8 лет. Выиграл с «догами» Лигу 1 и Кубок Франции. Вошёл в историю клуба как одно из его олицетворений.
Получив серьёзную травму колена 2 июля 2005 года в первом товарищеском матче подготовки к предстоящему сезону, в матче против швейцарского «Арау». Вынужден был пропустить практически весь сезон 2005/06. Предсезонная подготовка к следующему сезону 2006/07 была также скомкана из-за существенных ограничений к тренировочному процессу, почти половина упражнений была запрещена. Во время чемпионата вернулись проблемы с коленом, что заставило вновь отправиться на лечение в центр Сен-Рафаэле в ноябре 2006 года. Сезон 2007/08 начинает игроком стартового состава, но хронические проблемы с коленом постепенно вновь сказываются, и в опорную зону приобретается Рио Мавюба. Столкнувшись после возвращения на поле с сильной конкуренцией в лице всё того же Мавюбы, а также Йоана Кабая и Жана Макуна, Дюмон постепенно теряет место в основе. Прочное место на скамейке запасных и хронические проблемы с коленом вынуждают Стефана покинуть «Лилль» сразу после триумфа в чемпионате и Кубке Франции.
Переход в только что вылетевшее из Лиги 1 «Монако» себя не оправдал, за весь сезон 2011/12 Стефан сыграл только 14 матчей во всех турнирах. Перед началом следующего сезона 2012/13 главным тренером «Монако» становится Клаудио Раньери, который делает Дюмона игроком стартового состава. Однако уже в сентябре, получив новое повреждение, усугубляет хронические проблемы с коленом. Проведя нормально прошедшую артроскопическую хирургию, Дюмон не избавился от периодических болей в колене, что вынудило его продолжить лечение до конца сезона. По окончании чемпионата непрекращающиеся боли от физических нагрузок вынудили разорвать контракт 15 июля 2013 года и завершить профессиональную карьеру.

## Достижения
«Лилль»
- Чемпион Лиги 1: 2010/11
- Обладатель Кубка Франции: 2011
- Обладатель Кубка Интертото: 2004